# Varinere
Varinere (latinsk Varini og Varni) var en germansk stamme, som boede i det sydlige Jylland eller i Nordtyskland.
Plinius den Ældre nævner varinere 77 e.Kr. i sin bog Naturalis Historia. Tacitus beskriver varinerne i sin Germania som en de syv små Nerthus-dyrkende, ukrigerske folkestammer, som tilhørte svebernes og hermundernes folkegruppe. Ptolemæus lokaliserer folkestammen boede mellem sakserne og sveberne ved den kimbriske halvøs nakke. Måske er der en sammenhæng med Over Jerstal-Kredsen, som boede mellem jyderne og anglerne .

## Udbredelse
Særlig interesse knytter der sig til Tacitus' omtale: "...Dernæst følger Reudigner, Avioner, Anglier, Variner, Eudoser, Suariner og Nuitroner..." Listen udmærker sig ved, at rækkefølgen ikke er alfabetisk og derfor snarest må opfattes som geografisk. Yderligere menes, at Anglier er identiske med anglere og Eudoser med jyder og at Variner derfor henviser til en folkegruppe bosat mellem disse. Hvis denne fortolkning er korrekt, må varinerne med andre ord have boet i Nordslesvig omtrent mellem Kongeåen i nord og Flensborg Fjord i syd. I dette område findes et område med en særlig kultur, der i arkæologien benævnes som "Over Jersdal-kredsen", og som kan være identisk med levn efter varinerne.

## Nerthus-kultur
Tacitus tilføjer om disse grupper, at de er "beskyttede af floder og skove. Ved disse stammer taget hver for sig er der intet bemærkelsesværdigt udover, at de i fællesskab dyrker Nerthus, det vil sige Moder Jord, som de tror griber ind i menneskenes anliggender og i en vogn kører rundt til dem, der dyrker hende. På en ø i Oceanet er der en hellig lund. I den står en indviet vogn, som er dækket af et klæde. Kun én præst må berøre denne. Han kan fornemme, hvornår guddommen er tilstede i vognens indre, og han ledsager hende da fuld af ærefrygt, når hun kører afsted i vognen, som trækkes af køer. Da er der glade dage, og alle de steder, gudinden værdiger et gæstebesøg, er festsmykkede. Alle våben er da under lås og slå. Da kender de, og da elsker de kun fred og ro, indtil førnævnte præst fører gudinden, mæt og træt af samværet med dødelige, tilbage til hendes helligdom. Derpå vaskes vognen og klædet og, om man vil tro det, guddommen selv i en afsidesliggende sø. Dette har skabt en hemmelighedsfuld gysen og from uvidenhed om, hvad det mon er for et væsen, som kun de til døden dømte får at se." Denne gudinde Nerthus er blevet sammenstillet med guden Njord i senere nordisk religion, som menes at være en senere videreførelse af samme tro.

## Materiel kultur
Over Jersdal-kulturen havde deres egne karakteristiske lerkar med egne dekorationer bestående af "vandret omløbende furer på overdelen og kamornamenteret underdel". Også hustypen adskiller sig fra naboområderne: husene bestod af typisk 6 sæt af tagbærende stolper med vægge på fodremme eller som plankevægge i en væggrøft. Der er spor af stalde i bygningernes østlige ende.
Desuden ser det ud til, at varinerne havde deres særegne sociale struktur: decentral, bestående af mindst syv omtrent lige store område med hver sin høvding eller fyrste og formodentlig med hver sit følge af stormænd og krigere fra omgivende bebyggelser. Måske har hver landsby udgjort en selvforsvarende enhed. Disse fyrster synes at have boet på storgårde, og deres mandsgrave udmærker sig ved romersk import blandt gravgaverne, idet brandgrave dominerer men også jordfæstegrave forekommer. Foruden landsbyer forekommer også enkeltgårde, åbenbart for folk med højere status. Karakteristisk er også territoriale markeringer i form af indhegning af landsbyer og gårde, hvilket bidrager til indtrykket af et decentralt samfund.
Som yderligere træk, der markerer Over Jersdal-kulturens områdes afgrænsning, kan nævnes Olgerdiget. Dette har omfattet tre faser, daterede til henholdsvis år 31 e.Kr., 51 e.Kr. og 89/90 e.Kr. og med vedligeholdelse frem til ca. 120 e.Kr., hvorefter det forfalder og åbenbart har mistet sin tidligere betydning. Olgerdiget synes at have markeret Over Jersdal-kulturens grænse mod sydøst. I sin ældste fase bestod Olgerdiget af et jorddige, en voldgrav og en palisade, i næste fase bliver palisaden fornyet i lidt større afstand fra voldgraven, og i yngste fase er kommet en ny palisaderække til med jævne afbrydelser. Olgerdiget er imidlertid ikke bygget af varinerne men snarest af anglerne mod syd.

## Under pres fra syd og nord
I løbet af 2. århundrede synes varinerne at være kommet under stigende pres. I perioden op til omkring år 200 synes anglerne at være ekspanderet mod nord op til egnen omkring Kolding. Varinerne må på dette tidspunkt være tvunget til at fortrække mod vest, men omtrent samtidig begynder jyderne i nord at ekspandere mod syd og vest, og i denne fase forsvinder den kultur, som tillægges varinerne, det vil sige, at de er enten blevet udslettet eller snarest opslugt af jyder og angler. Husene af Over Jersdal-type erstattes af huse af Osterrönfeld-type, det vil sige huse karakteristiske for anglerne. Men fra midten af 3. århundrede bliver anglerne øjensynligt selv presset længere og længere mod syd af jyderne, og omkring år 300 går deres nordgrænse atter ved Vidåen og Flensborg Fjord.

## Udvandring til Thyringen
En del af varinerne udvandrede formodentlig omkring år 200 sammen med anglere til det nuværende Thüringen, hvor de boede i landskabet Werenofeld mellem floderne Saale og Elster . Ptolemæus omtaler således "svebiske anglere" øst for longobarderne ved den mellemste del af Elben. Der er dog rejst tvivl om nøjagtigheden af Ptolemæus' arbejde, der er blevet karakteriseret som "et studerekammerarbejde, der ikke hviler på egne iagttagelser, men et arbejde, hvori andres oplysninger sammenstilles bedst muligt." Varinerne nævnes også i den thüringske landskabslov fra 8. århundrede i "Anglernes og Varinernes, det vil sige Thyringernes Lov" (Lex Angliorum et Werinorum hoc est Thuringorum).